# Tonhito de Poi
Antonio Ageitos Ares (Castinheiras, Ribeira, Galiza em 1969) mais conhecido como Tonhito de Poi e antes conhecido como Toñito de Poi, é um artista polifacético galego.

## Trajetória
Foi capitão náutico, trabalhando no mar durante cinco anos até que se dedicou a música. Assim começou com Heredeiros da Crus, um grupo irreverente que fez do rock da costa quase um hino para uma geração. Depois de doze anos de concertos e oito discos deixou a banda para criar um novo grupo musical junto a músicos galegos e portugueses, A Banda de Poi, da que lançou um disco, Mór.
Empreendeu um novo projecto com Tonecho España e Poni e Hugo Leão, estes dous últimos portugueses, chamado Tonhito de Poi e Rasa Loba.
Tonhito também se dedicou a outros âmbitos do espetáculo, como a televisão. Como ator, foi o encargado de encarregar a Xan Rei na série Rías Baixas. Também participou no programa Con perdón, e foi roteirista do famoso show da TVG, Os Tonechos. Agora tem a sua própria produtora, "Cabezas quentes".

## Leia tambémn
- Heredeiros da Crus
- Tonhito de Poi e Rasa Loba